# Ariadne auf Naxos

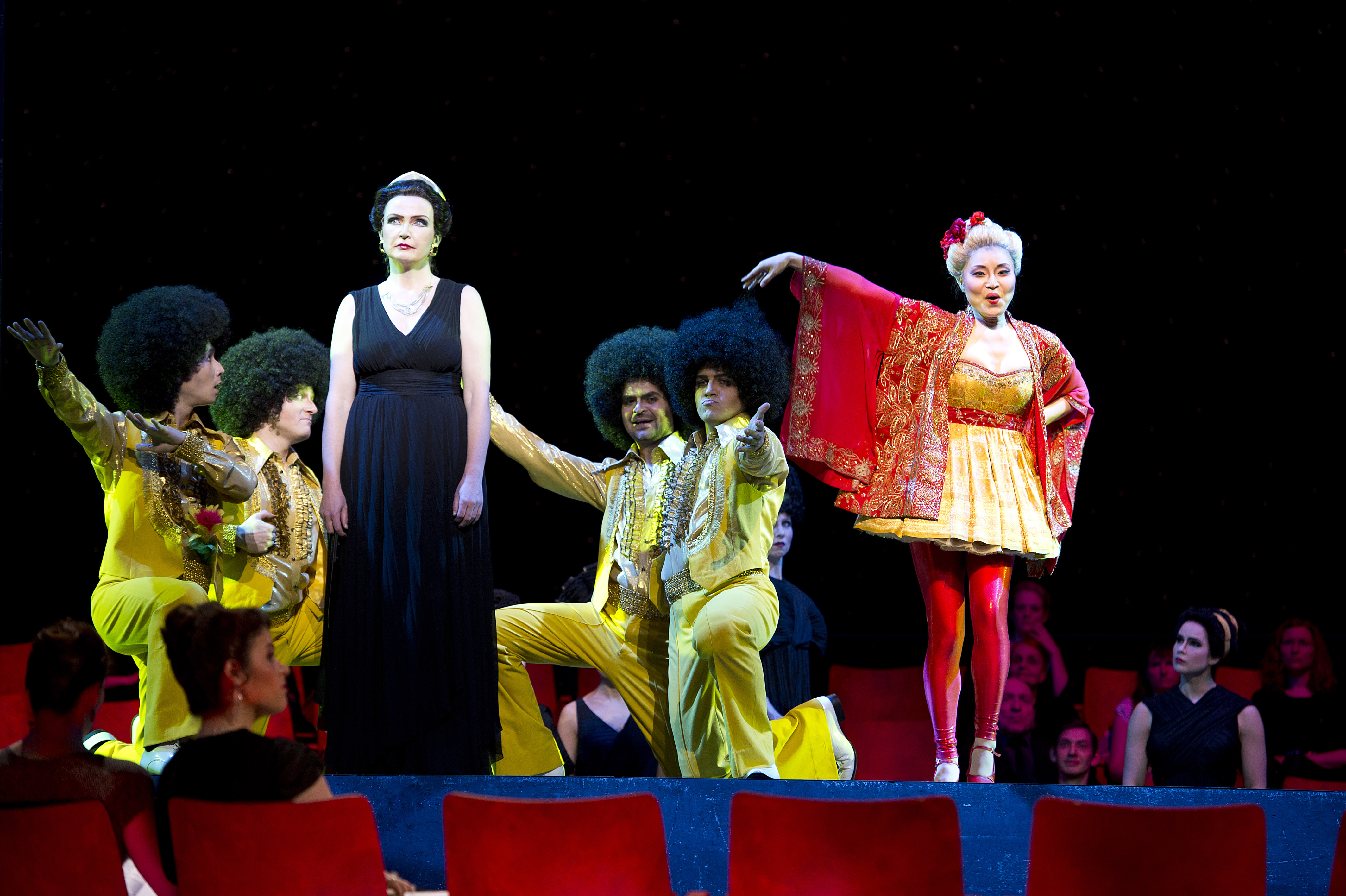
Opvoering van Ariadne auf Naxos door de Hamburgische Staatsoper in 2012

Ariadne auf Naxos is een opera met muziek van Richard Strauss op een libretto van Hugo von Hofmannsthal.

## Rolverdeling
- Ariadne, sopraan
- Zerbinetta, sopraan
- De Componist, sopraan
- Bacchus, tenor
- De Huishofmeester, spreekrol
- Een Muziekleraar, bariton
- Een Officier, tenor
- Een Dansmeester, tenor
- Een Pruikenmaker, bariton
- Een Lakei, bariton
- Najade, sopraan
- Dryade, alt
- Echo, sopraan
- Harlekin, bariton
- Scaramuccio, tenor
- Truffaldin, bas
- Brighella, tenor

## Synopsis

### Proloog
In de salon van de "Rijkste Man in Wenen" wordt de opvoering van een nieuwe opera, gebaseerd op het verhaal van Ariadne, voorbereid. Deze zal na een uitgebreid diner worden opgevoerd. De Muziekmeester heeft gehoord dat na de opera een comedie zal volgen. Hij waarschuwt de Huismeester dat de Componist dat nimmer goed zal vinden. De Huismeester is niet onder de indruk. Na hun vertrek komt de Componist voor een laatste repetitie maar een Lakei vertelt hem dat de violisten bij het diner spelen. Opeens valt de Componist een nieuwe melodie in maar de Tenor heeft het te druk met een ruzie met de Pruikenmaker. Zerbinetta, aanvoerster van de comedianten, komt uit haar kleedkamer met een Officier juist wanneer ook de Prima Donna tevoorschijn komt. Eerst voelt de Componist zich tot Zerbinetta aangetrokken maar hij wordt woedend als hij hoort dat zij en de haren op hetzelfde programma staan als zijn meesterwerk. Zerbinetta en de Prima Donna maken ruzie. Wanneer die op haar hoogtepunt is kondigt de Huismeester aan dat wegens tijdgebrek de opera en de comedie tegelijkertijd opgevoerd zullen worden, waarna vuurwerk zal volgen. De Dansmeester probeert de Componist over te halen coupures aan te brengen. Iedere zanger wil dat in de partij van andere zangers gesneden wordt. De comedianten krijgen uitleg over het Ariadne verhaal.
Ariadne, zo wordt aan hen uitgelegd, is in de steek gelaten door Theseus en wacht nu op het eiland Naxos op haar dood. Nee, valt Zerbinetta in, zij wacht op een nieuwe minnaar. Met de haren zal Zerbinetta een groep op het eiland gestrande reizigers voorstellen. Zij beurt de Componist op maar terwijl zijn belangstelling voor haar groeit rent zij weg. De Prima Donna weigert op te treden maar de Muziekleraar belooft haar een triomf. De Componist begroet zijn leraar met een loflied maar als hij de comedianten ziet schrikt hij hevig.

### De opera
Ariadne zit bij haar grot, gadegeslagen door de drie nymfen - Najade, Dryade en Echo. De comedianten komen er bij en proberen tevergeefs haar op te vrolijken. Ariadne wacht op Hermes om haar naar het dodenrijk te brengen. Dan probeert Zerbinetta het en schildert de menselijke drang om een oude liefde voor een nieuwe in te ruilen. De comedianten hernieuwen hun attenties. De nymphen melden de komst van een schip. Dat brengt de jonge god Bacchus met zich maar Ariadne denkt dat het de dood is. Als zij hem ziet meent zij Theseus te zien maar hij verkondigt zijn goddelijkheid. Verrukt stijgt Ariadne samen met Bacchus naar de hemelen. Zerbinetta heeft het laatste woord: Als er een nieuwe god is zijn we met stomheid geslagen.